# Готфрид II фон Кирбург
Готфрид II фон Кирбург, преим. на Руоб/Руоф фон Кирбург (на немски: Gottfried II 'Ruob/Ruof' Wildgraf in Kyrburg; * пр. 1279; † 23 януари/18 ноември 1298) от фамилията на „вилдграфовете фон Даун и Кирбург“, е вилдграф в Кирбург (над град Кирн).

## Произход и наследство
Той е вторият син на вилдграф Емих II фон Кирбург-Шмидтбург († пр. 1284) и съпругата му графиня Елизабет фон Монфор († сл. 1269), вдовица на граф Манеголд фон Неленбург († 1229/1234) и на граф Хайнрих I Зигеберт фон Верд, ландграф в Долен Елзас († 1238), дъщеря на граф Хуго I фон Брегенц-Монфор († 1230/1234) и Мехтилд фон Ванген († 1218). Племенник е на Герхард I († 1259), архиепископ на Майнц (1251 – 1259) и Конрад II († 1279), епископ на Фрайзинг (1258 – 1279).
Брат е на Хуго фон Кирбург († сл. 1300), каноник в Майнц, вилдграф Конрад III фон Шмидтбург († 1303/1305), Емих фон Кирбург († 1311), епископ на Фрайзинг (1283 – 1311), и на Фридрих фон Кирбург († сл. 1309/1310), велик приор тамплиер в Горна Германия.
През 1258 г. родът на вилдграфовете се разделя на линиите „Даун и Кирбург“, от които през 1284 г. се отделя „линията Шмидтбург“, която обаче измира през 1330 г. Заради фамилни конфликти, Шмидтбург отива на Курфюрство Трир. Наследниците на линиите Кирбург и Даун правят опити в три битки до 1342 г. без успех да спечелят обратно Шмидтбург.
При подялбата Готфрид II получава Кирбург, Дронекен и Флонхайм.
Още преди 1350 г. линията Даун измира и през 1409 г. линията Кирбург. Наследници са „Райнграфовете“, които веднага се наричат „вилд- и Райнграфове“ и са наследени 1459/1475 г. от графовете фон Оберзалм, които след това се наричат „графове фон Залм“.

## Фамилия
Готфрид II фон Кирбург се жени за Уда († сл. 1317) или Ормунда фон Финстинген, дъщеря на Куно фон Малберг († 1259/1262) и на фон Лайнинген, дъщеря на граф Фридрих II фон Лайнинген († 1237) и графиня Агнес фон Еберщайн († 1263). Те имат четири деца:
- Герхард фон Кирбург († сл. 1299), каноник в Майнц (1298 – 1299)
- Фридрих I фон Кирбург († сл. 19 юни 1365), господар на Вилтц, женен пр. 5 април 1309 г. за Агнес фон Шьонекен († сл. 31 юли 1344); имат 9 деца
- Сузана фон Кирбург († сл. 1312), омъжена за рауграф Рупрехт III фон Алтенбаумберг († сл. 1345)
- Анна фон Кирбург († сл. 1353), омъжена I. пр. 5 ноември 1308 г. за фогт Йохан фон Хунолщайн, господар на Ноймаген-Шпиз († ок. 25 април 1321), II. между 25 март и 12 май 1322 г. за Герхард VI фон Бланкенхайм († 8 септември 1348/30 януари 1350)